# JAC J6
JAC Refine M2 — компактвэн, выпускаемый китайской компанией JAC Motors с 2011 по 2018 год.

## История
Впервые автомобиль представлен в 2011 году. Его стоимость составляла от 72800 до 93800 юаней. В 2012 году автомобиль прошёл фейслифтинг.

## Особенности
Базовая модель JAC J6 оснащена бензиновым двигателем внутреннего сгорания объёмом 1,5 литра, тогда как модель Heyue RS оснащена бензиновым двигателем внутреннего сгорания объёмом 1,8 литра.

## Галерея

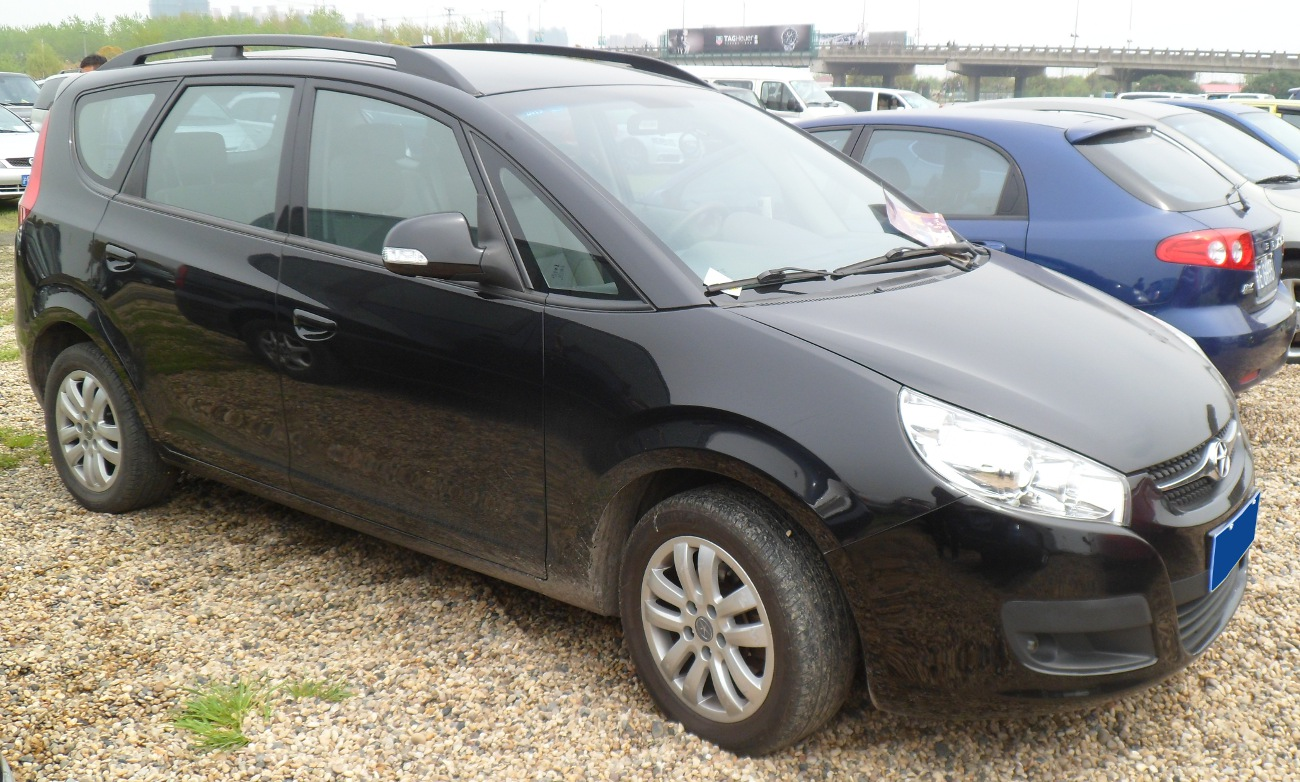
JAC Heyue RS
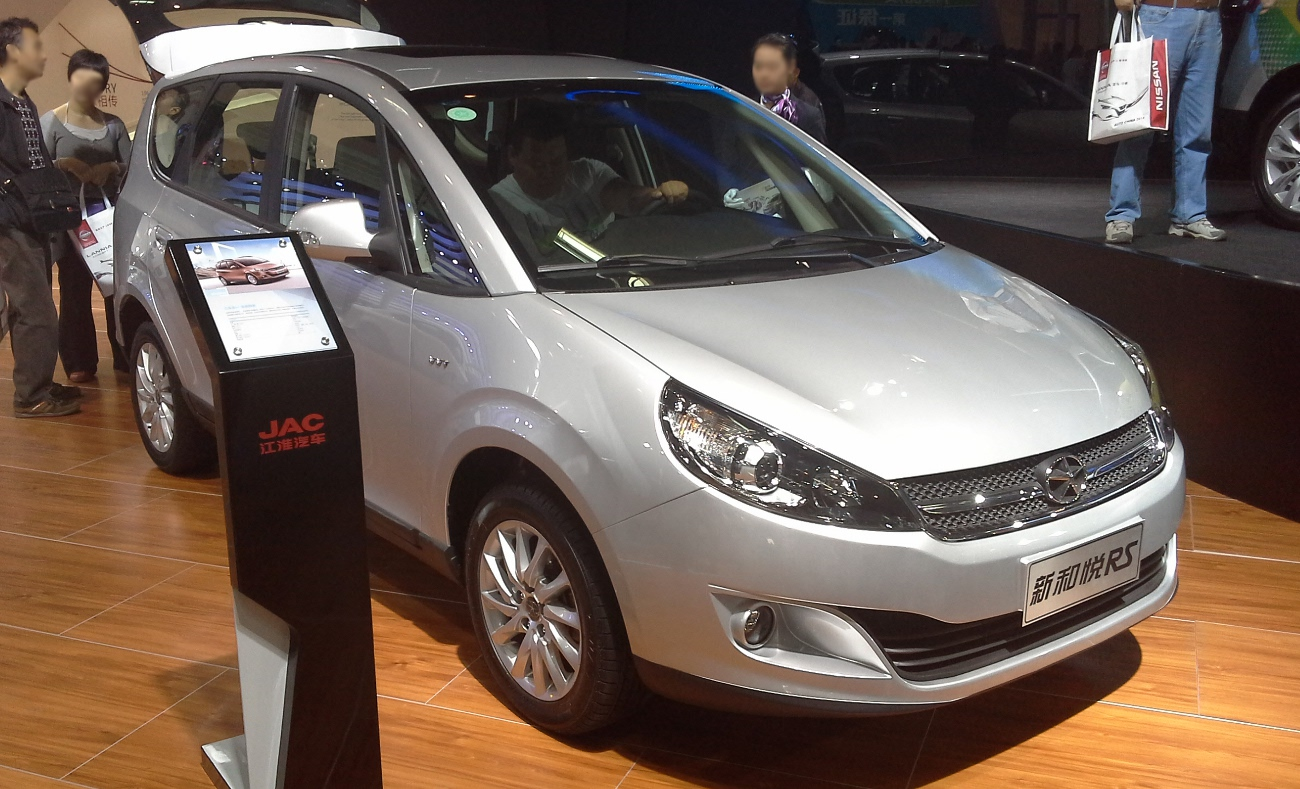
JAC Refine M2